# Michael Hainisch
Michael Arthur Josef Jakob Hainisch (Gloggnitz, 15 agosto 1858 – Vienna, 26 febbraio 1940) è stato un politico austriaco, Presidente dell'Austria dal 1920 al 1928.

## Biografia
Figlio dell'omonimo padre e di Marianne Hainisch, leader del movimento suffragista austriaco, si laureò in giurisprudenza, lavorò come impiegato presso la Procura di Finanza di Vienna e poi presso il Ministero della Pubblica Istruzione. Simpatizzante del liberalismo, sostenitore dell'unione dell'Austria con la Germania e fondatore, insieme ad Ernest Pernestorfer, della Società Fabiana per lo studio della questione operaia, non aderì ad alcun partito. 
Presidente federale (Bundespräsident) per due mandati consecutivi (1920-1928), dovette affrontare i problemi della ricostruzione postbellica e dell'organizzazione della nuova Repubblica: le difficoltà di approvvigionamento, la minaccia delle rivoluzioni comuniste in Baviera ed Ungheria, le tendenze centrifughe dei singoli Länder, quelle annessioniste della Germania, le pesanti condizioni di pace imposte dall'Intesa e le rivendicazioni degli Stati sorti dopo il crollo dell'Impero austro-ungarico. 
Tuttavia, grazie alla sua correttezza e alla sua semplicità, ottenne il rispetto di tutti i partiti. Le elezioni politiche del 1920 portarono al potere i cristiano-sociali, che guidarono tutti i governi successivi fino all'annessione alla Germania (importante quello di monsignor Ignaz Seipel, cancelliere dal 1922 al 1924, che riuscì a risanare e stabilizzare la situazione finanziaria ed economica, non esitando a reprimere i conflitti sociali con la forza). Al tempo stesso però il paese fu sempre più agitato dagli scontri tra socialisti e nazionalisti, che avevano organizzato delle forze paramilitari (rispettivamente lo Schutzbund e l'Heimwehr), culminati nei violenti moti socialisti del 1927. 
Fu ancora ministro per il Commercio nel terzo governo Schober (1929-1930), e nel 1938 sostenne l'Anschluss alla Germania nazista.

## Scritti
- Die Zukunft der Deutschösterreicher. Eine statistisch-volkswirtschaftliche Studie. 1892.
- Der Kampf ums Dasein und die Socialpolitik. 1899.
- Die Heimarbeit in Österreich. Bericht erstattet der internationalen Vereinigung für gesetzlichen Arbeiterschutz. 1906.
- Die Entstehung des Kapitalzinses. 1907.
- Einige neue Zahlen zur Statistik der Deutschösterreicher. 1909.
- Das Getreidemonopol. 1916.
- Ist der Kapitalzins berechtigt? Voraussetzungen und Grenzen des Sozialismus. 1919.
- Wirtschaftliche Verhältnisse Deutsch-Österreichs. 1919. (Nachdruck 1992).
- Die innere Kolonisation in Deutsch-Österreich. 1920.
- Die Landflucht, ihr Wesen und ihre Bekämpfung im Rahmen einer Agrarreform. 1924.
- Rede bei der Promotion zum Ehrendoktor der Staatswissenschaften. 1925.
- —, Norbertine Bresslern-Roth (Ill.): Aus mein’ Leb’n. 1930.